# Касс (округ, Северная Дакота)
Округ Касс (англ. Cass County) — округ в восточной части штата Северная Дакота в США. Население — 123 138 человек (перепись 2000 года). Административный центр — Фарго. Общая площадь территории округа — 4579 км² (из них только 99,8 % занимает суша).
Города: Касселтон, Мейплтон.
Через округ проходит межштатная автомагистраль I-94.